# Wokingham
Wokingham é uma cidade do distrito de Wokingham, no Condado de Berkshire, na Inglaterra. Sua população é de 45.045 habitantes (2015) (160.409, distrito).